# Гінекомастія

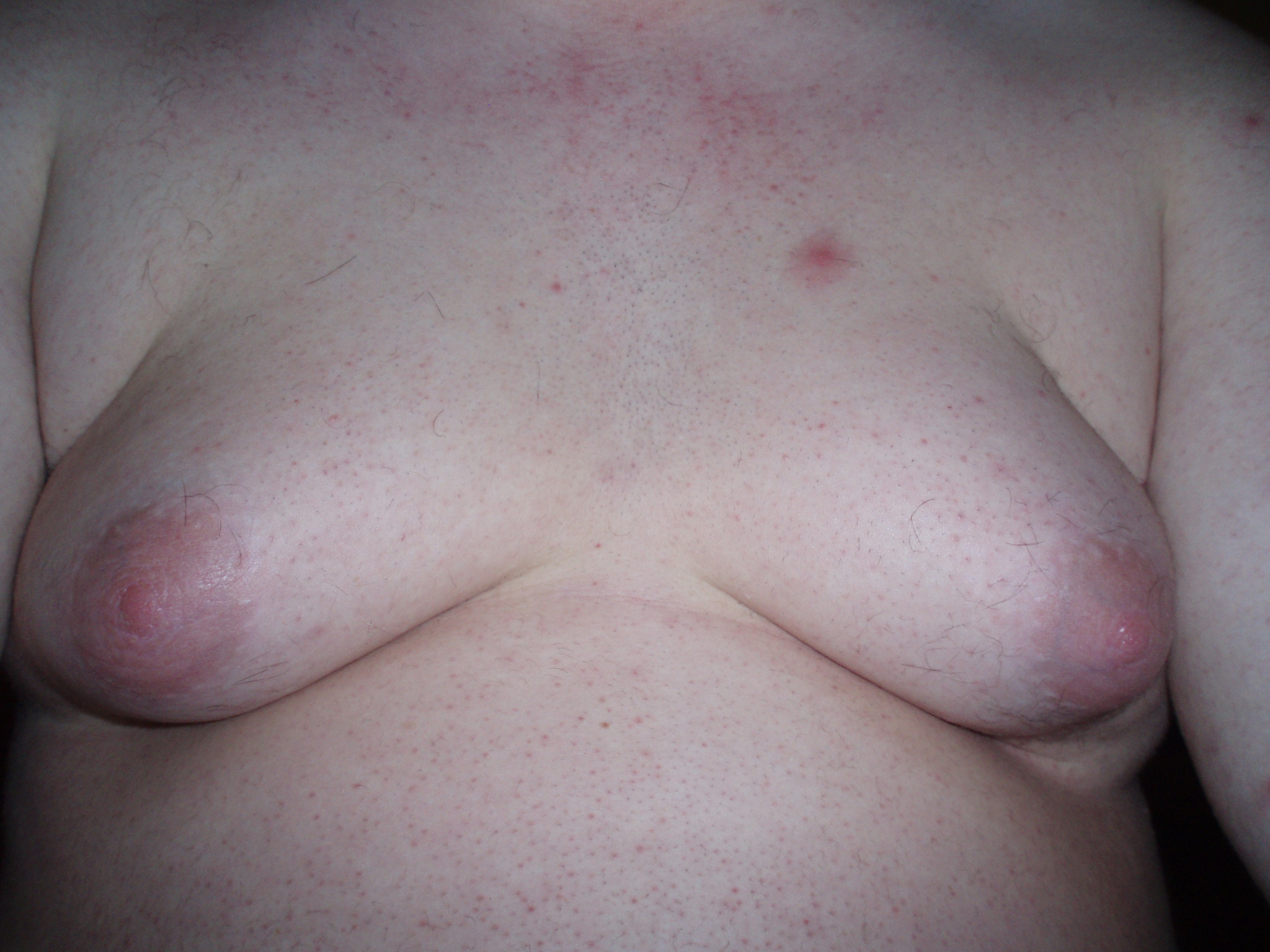
Молодий дорослий чоловік із гінекомастією

Гінекомастія — захворювання, що проявляється збільшенням у розмірах грудних залоз від 1 до 10 см у чоловіків, внаслідок розростання жирової або залозистої клітковини.
Збільшення грудних залоз виникає при статевому дозріванні, за відсутності навантажень, прийманні анаболічних стероїдів. Розвиток залозистої тканини і протоків, в тому числі і їх функціонування залежить від естрогенів, прогестерона, пролактина. Під впливом певних факторів співвідношення статевих гормонів змінюється на користь естрогенів, внаслідок чого і виникають зміни у грудних залозах.

## Етіологія

Чоловік із гінекомастією

Якщо говорити про справжню гінекомастію, захворювання виникає через переважання в чоловічому організмі жіночих статевих гормонів. При здоровому гормональному фоні жіночі гормони продукуються в малих кількостях, руйнуючись в печінці. Але, якщо ж їх кількість збільшено в порівнянні з чоловічими статевими гормонами, то розвивається гінекомастія. Найчастіше гормональний дисбаланс виникає в процесі розвитку ендокринної системи.
Фізіологічна гінекомастія немовлят пропадає через пару тижнів після народження, гінекомастія у підлітків провокується перебудовою гормонального фону і нівелюється самостійно через пару років. У чоловіків у віці від 55 до 85 років вона виникає на тлі зниження рівня тестостерону або підвищення естрогену.
Ймовірні три причини виникнення гінекомастії:
- Абсолютне підвищення вмісту естрогенів в крові, що пов'язано із збільшенням їх продукції залозами або гормонопродукувальною пухлиною
- Відносне збільшення естрогенів
- Зниження чутливості клітин-мішеней тканин до дії андрогенів при нормальному вмісту в організмі жіночих і чоловічих статевих гормонів, в результаті чого переважає ефект естрогенів

Гінекомастія при деяких захворюваннях:[джерело?]
- Ендокринні захворювання, при яких порушується синтез тестостерону
- Пухлинні захворювання (рак наднирників, гіпофіза)
- Гіпертиреоз (підвищена функція щитоподібної залози)
- Ниркова недостатність
- Печінкова недостатність
- Цироз печінки

## Класифікація
- Справжня (фізіологічна, патологічна) / Несправжня (помилкова, жирова)

- Однобічна / Двобічна (симетрична)

За характером зміни тканин:
- Дифузна
- Вузлова

За розмірами:
- I ступінь — найменша субареолярна вузловатість
- II ступінь — ущільнення менше розміру ареоли
- III ступінь — вузол має розмір ареоли
- IV ступінь — ущільнення більше, ніж пігментована ділянка навколо сосків;

або, умовно виділяють помірне (До 6 см), середнє (До 10 см) і виражене (Більше 10 см) збільшення. Обчислюють його за формулою з урахуванням висоти та кола залози.

## Лікування
Фізіологічна гінекомастія не вимагає хірургічного втручання. Але, коли мова йде про гінекомастію, як про форму патології, без досвідченого фахівця — пластичного хірурга не обійтися.
Лікування гінекомастії — хірургічне. Проводять мамопластику у поєднанні з ліпосакцією. Ціль оперативного втручання — видалення надлишкової тканини грудної залози і реконструкція її до нормального вигляду. Обов'язковий компонент операції — гістологічне дослідження видалених тканин.
Розріз роблять по краю ареоли, або в аксілярній ділянці, що залежить від обраної техніки операції. Зробивши розріз, проводять висічення надлишкової залозистої тканини, шкіри. Далі хірург зашиває краї рани.
Якщо необідно забрати зайву підшкірну клітковину, через маленький розріз вводиться канюля, підключена до вакуумного апарату, проводиться ліпосакція. Після закінчення основних етапів операції на декілька днів залишають дренажі, для запобігання утворенню гематоми. На рани наклеюють стерильні пов'язки.
Також необхідно здійснити медикаментозну корекцію гормонального фону, відповідно до етіологічного чинника.